# Empis discoidalis
Empis discoidalis är en tvåvingeart som beskrevs av Collin 1941. Empis discoidalis ingår i släktet Empis och familjen dansflugor. Inga underarter finns listade i Catalogue of Life.